# Truyền hình analog

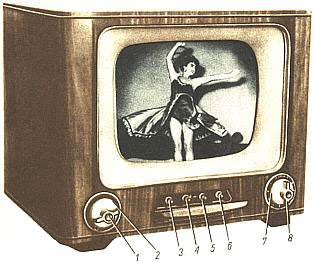
Đầu thu analog tương tự giai đoạn ban đầu. Ngoài điều khiển âm lượng và quay số của bộ chọn kênh, các tivi đơn sắc của thời đại này sẽ có nút tinh chỉnh, nút chỉnh độ sáng, độ tương phản và giữ quét mành ngang và dọc.

Truyền hình analog hay còn gọi là truyền hình tương tự mặt đất (tiếng Anh: Analog television hoặc Analogue television) là kĩ thuật thu phát sóng truyền hình có từ lâu đời, sử dụng tín hiệu tương tự để truyền tải video và âm thanh. Trong một chương trình truyền hình analog, độ sáng, màu sắc và âm thanh được thể hiện bằng các biến thể nhanh chóng của biên độ, tần số hoặc pha của tín hiệu.
Các tín hiệu analog thay đổi trên phạm vi liên tục các giá trị có thể có, điều này nghĩa là tiếng ồn và nhiễu điện tử sẽ được sao chép bởi thiết bị nhận. Vì vậy, với tín hiệu tương tự, một tín hiệu khá yếu sẽ trở thành tuyết và nhiễu trên màn hình. Ngược lại, một tín hiệu số yếu vừa phải và tín hiệu số rất mạnh truyền tải chất lượng hình ảnh như nhau. Truyền hình analog có thể là không dây hoặc có thể được phân phối qua mạng cáp bằng cách sử dụng bộ chuyển đổi cáp.
Tất cả các hệ thống truyền hình trước giai đoạn số hóa truyền hình (DTV) đều sử dụng các tín hiệu tương tự.
Nhiều quốc gia đã ngưng phát sóng kênh truyền hình tương tự mặt đất kể từ cuối những năm 2000, tại Luxembourg, Hà Lan từ năm 2006, Phần Lan và Thụy Sĩ, Thụy Điển từ năm 2007, Mexico từ năm 2015. Tại Việt Nam, truyền hình analog bắt đầu ngưng phát sóng từ ngày 28 tháng 12 năm 2020.

## Các Thông số chính của truyền hình cáp analog bao gồm:
1. Chất lượng hình ảnh: độ sắc nét và tỷ lệ màu của hình ảnh.
2. Chất lượng âm thanh: độ trung thực, số lượng loa và độ trầm của âm thanh.
3. Tần số truyền tải: tần số tối đa mà tín hiệu có thể truyền tải mà không gặp sự mất mát hoặc giảm chất lượng.
4. Độ nhiễu: tỷ lệ giữa tín hiệu cần truyền và tín hiệu
5. Độ trễ: thời gian mà tín hiệu cần để di chuyển từ nguồn đến đích.
6. Tần số tắt nguồn: tần số mà hệ thống truyền hình cáp sẽ tắt nguồn hoặc giảm chất lượng tín hiệu khi không có yêu cầu.[3]

## Phát triển
Các hệ thống sớm nhất là các hệ thống truyền hình cơ học, sử dụng đĩa quay với các mẫu lỗ đấm vào đĩa để quét một hình ảnh. Một đĩa tương tự tái tạo hình ảnh ở người nhận. Việc đồng bộ hóa vòng quay đĩa thu được xử lý thông qua các xung đồng bộ phát với thông tin hình ảnh. Tuy nhiên, những hệ thống cơ học này chậm, những hình ảnh mờ và mờ nhạt, và độ phân giải hình ảnh rất thấp. Hệ thống camera sử dụng các đĩa quay tương tự và yêu cầu ánh sáng mạnh mẽ của vật thể để máy dò ánh sáng hoạt động.
Truyền hình analog đã không thực sự bắt đầu như là một ngành công nghiệp cho đến khi sự phát triển của ống tia cathode (CRT), sử dụng một chùm electron tập trung để theo dõi các đường dây trên bề mặt tráng phosphor. Các chùm electron có thể được quét qua màn hình nhanh hơn nhiều so với bất kỳ hệ thống đĩa cơ khí, cho phép khoảng cách gần hơn dòng quét và độ phân giải hình ảnh cao hơn nhiều. Cũng cần phải bảo trì ít hơn rất nhiều của một hệ thống điện tử toàn bộ so với một hệ thống quay đĩa. Tất cả các hệ thống điện tử trở nên phổ biến với các hộ gia đình sau Thế chiến thứ hai.

### Các tiêu chuẩn
Các đài phát thanh truyền hình tương tự mã hóa tín hiệu của họ bằng các hệ thống khác nhau. Hệ thống truyền dẫn chính thức được đặt tên là: A, B, C, D, E, F, G, H, I, K, K1, L, M và N. Các hệ thống này xác định số lượng các đường quét, tốc độ khung,, băng thông video, tách video-âm thanh, v.v.
Những màu sắc trong những hệ thống được mã hóa với một trong những chương trình mã hóa ba màu: NTSC, PAL hoặc SECAM, [2] và sau đó sử dụng điều chế RF để điều chỉnh tín hiệu này lên một tần số rất cao (VHF) hoặc siêu cao tần (UHF). Mỗi khung hình của một hình ảnh truyền hình bao gồm các đường vẽ trên màn hình. Các đường dây có độ sáng khác nhau; toàn bộ các đường nét được rút ra nhanh chóng đủ để mắt người nhìn nhận nó như một hình ảnh. Khung tuần tự tiếp theo được hiển thị, cho phép mô tả chuyển động. Tín hiệu truyền hình tương tự có chứa thông tin về thời gian và đồng bộ, để người nhận có thể tái tạo lại hình ảnh chuyển động hai chiều từ một tín hiệu thay đổi theo thời gian một chiều.
Các hệ thống truyền hình thương mại đầu tiên là đen trắng; sự bắt đầu của truyền hình màu là vào những năm 1950. [3]
Một hệ thống truyền hình thực tế cần phải có độ sáng, độ sắc nét (trong một hệ thống màu), đồng bộ hóa (ngang và dọc), và các tín hiệu âm thanh, và phát sóng chúng qua sóng vô tuyến. Hệ thống truyền tải phải bao gồm một phương tiện lựa chọn kênh truyền hình.
Hệ thống truyền hình analog tương tự có nhiều tỷ lệ khung hình và độ phân giải. Có sự khác biệt nhiều hơn về tần số và điều chế của sóng mang âm thanh. Sự kết hợp đơn sắc vẫn tồn tại trong những năm 1950 được Liên minh Viễn thông Quốc tế (ITU) chuẩn hoá như là các chữ cái từ A đến N. Khi đã đưa ra màu sắc, màu sắc và độ bão hòa được thêm vào các tín hiệu đơn sắc theo một cách mà các tivi đen trắng bỏ qua. Bằng cách này tương thích ngược đã đạt được. Đó là khái niệm đúng cho tất cả các tiêu chuẩn truyền hình tương tự.

### Các loại màn hình hiển thị khác
Màn hình Plasma và màn hình LCD đã được sử dụng trong các tivi analog. Những loại màn hình hiển thị sử dụng điện áp thấp hơn màn hình CRT thế hệ cũ. Nhiều tivi thích hợp cả đầu thu truyền số và truyền hình analog, cho phép xem cả 2 loại truyền hình chỉ với 1 chiếc tivi và 1 chiếc ăngten.

## Hiển thị hình ảnh

Quét raster (mô hình hình chữ nhật để thu và tái tạo hình ảnh) được thực hiện từ trái sang phải và từ trên xuống dưới. Khi toàn màn hình đã được quét, chùm tia trở lại đầu dòng đầu tiên.

Máy thu hình ống tia âm cực hiển thị hình ảnh bằng cách quét một chùm electron qua màn hình theo dạng các đường ngang (gọi là raster). Ở cuối mỗi dòng quét, chùm tia này quay trở lại điểm đầu của dòng tiếp theo; quét xong dòng cuối cùng, chùm tia trở lại điểm bắt đầu của dòng đầu tiên ở trên cùng màn hình. Khi nó đi qua mỗi điểm, cường độ của chùm sáng biến đổi, làm thay đổi độ chói của điểm đó. Truyền hình màu cũng tương tự như vậy, nhưng có ba chùm tia quét cùng nhau và một tín hiệu bổ sung được gọi là độ chói điều khiển màu sắc của điểm.
Khi truyền hình tương tự vẫn đang phát triển, không có công nghệ lưu trữ tín hiệu video nào với giá cả phải chăng; tín hiệu độ chói để hiển thị hình ảnh phải được tạo ra và truyền cùng lúc tại thời điểm mà nó được hiển thị trên ống tia âm cực. Do đó, buộc phải giữ cho quá trình quét raster trong camera (hay bất kì thiết bị nào sản xuất tín hiệu) đồng bộ chính xác với quá trình quét trong TV.
Vật lí của ống tia âm cực cần một khoảng thời gian hữu hạn để vị trí có thể di chuyển trở lại điểm bắt đầu của dòng tiếp theo (đường hồi ngang) hoặc điểm bắt đầu của toàn màn hình (đường hồi dọc). Thời lượng của tín hiệu độ chói phải đủ cho điều này.
Mắt người có một đặc điểm gọi là hiện tượng phi. Nghĩa là việc hiển thị nhanh các hình ảnh được quét liên tiếp sẽ tạo ra ảo giác rằng nó đang chuyển động mượt mà. Do đó, hiện tượng nhấp nháy của hình ảnh hiển thị bằng công nghệ này được giải quyết một phần bằng cách sử dụng lớp phủ phosphor bền lên trên ống tia âm cực, nhằm giúp các hình ảnh liên tiếp mờ dần. Tuy nhiên, phosphor chậm có tác dụng phụ là gây ra hiện tượng nhòe và mờ ảnh khi có chuyển động nhanh trên màn hình.
Tốc độ khung hình tối đa của công nghệ hiển thị hình ảnh này phụ thuộc vào băng thông của thiết bị điện tử, hệ thống truyền dẫn và số lượng dòng quét ngang trong ảnh. Người ta thỏa hiệp rằng tốc độ khung hình ở mức 25 hoặc 30 hertz là thỏa đáng, quá trình xen kẽ hai trường video trên mỗi khung hình được dùng để dựng hình ảnh. Quá trình này giúp tăng gấp đôi lượng khung hình video rõ ràng mỗi giây, cũng như giảm hơn nữa các hiện tượng nhấp nháy và những trục trặc khác trong truyền hình.

## Nhận tín hiệu
Hệ thống truyền hình của mỗi quốc gia sẽ chỉ định một số kênh truyền hình trong phạm vi tần số UHF hoặc VHF. Một kênh thực sự bao gồm hai tín hiệu: thông tin hình ảnh được truyền bằng cách sử dụng điều chế biên độ trên một tần số, và âm thanh được truyền đi với điều chế tần số tại một tần số tại một giá trị cố định (thường là 4,5 đến 6 MHz) từ tín hiệu hình ảnh.
Các tần số kênh được chọn đại diện cho sự thỏa hiệp giữa cho phép đủ băng thông cho video (và do đó độ phân giải hình ảnh thỏa đáng) và cho phép đủ các kênh được đóng gói vào dải tần số hiện có. Trong thực tế, một kỹ thuật được gọi là vestigial sideband được sử dụng để giảm khoảng trống giữa các kênh, băng thông video gần gấp đôi nếu sử dụng AM thuần khiết.
Việc tiếp nhận tín hiệu thường xuyên được thực hiện thông qua máy thu siêu siêu âm: giai đoạn đầu tiên là một bộ dò chọn kênh truyền hình và tần số - chuyển nó thành tần số trung gian cố định (IF). Bộ khuếch đại tín hiệu thực hiện khuếch đại đến các giai đoạn IF từ dải vi phân đến các phân số của một volt.

### Giải nén âm thanh
Tại thời điểm này, tín hiệu nếu bao gồm một tín hiệu video vận chuyển ở một tần số và sóng mang âm thanh tại một độ lệch cố định. Một bộ giải điều chế thu hồi tín hiệu video. Cũng ở đầu ra của cùng một bộ giải điều chế là một sóng mang điều biến tần số được điều chế mới ở tần số bù đắp. Trong một số bộ được thực hiện trước năm 1948, bộ lọc này đã được lọc ra, và âm thanh IF khoảng 22 MHz đã được gửi tới bộ giải điều chế FM để thu hồi tín hiệu âm thanh cơ bản. Trong các bộ mới, sóng mang mới này ở tần số bù đắp được cho phép giữ lại dưới dạng âm thanh liên tục và nó đã được gửi tới một bộ giải điều chế sóng FM để thu hồi tín hiệu âm thanh cơ bản. Một ưu điểm đặc biệt của âm thanh liên vùng là khi điều chỉnh nút điều chỉnh phía trước của bảng điều khiển, tần số sóng mang âm thanh không thay đổi với điều chỉnh, nhưng vẫn ở tần số bù ở trên. Do đó, dễ dàng hơn để điều chỉnh hình ảnh mà không làm mất âm thanh.
Vì vậy, sóng mang âm thanh FM sau đó được giải điều chế, khuếch đại, và được sử dụng để điều khiển một loa. Cho đến sự xuất hiện của các hệ thống NICAM và MTS, truyền hình truyền âm thanh luôn là đơn điệu.

### Cấu trúc tín hiệu video
Các sóng mang video được demodulated để cung cấp cho một tín hiệu video composite; điều này chứa các tín hiệu độ chói, độ sắc nét và đồng bộ;   điều này giống hệt với định dạng tín hiệu video được sử dụng bởi các thiết bị video tương tự như VCRs hoặc camera CCTV. Lưu ý rằng điều chế tín hiệu RF được đảo ngược so với AM thông thường: mức tín hiệu video tối thiểu tương ứng với biên độ sóng mang lớn nhất và ngược lại. Để đảm bảo tuyến tính tốt (trung thực), phù hợp với chi phí sản xuất hợp lý của máy phát và máy thu, người vận chuyển video sẽ không bao giờ tắt hoàn toàn. Khi âm thanh giữa carrier được phát minh ra vào năm 1948, không hoàn toàn tắt máy bay đã có tác dụng phụ để cho phép âm thanh liên vùng mang tính kinh tế.
Sơ đồ hiển thị biên độ tín hiệu video so với thời gian.
Mỗi dòng của hình ảnh được hiển thị được truyền bằng cách sử dụng một tín hiệu như được hiển thị ở trên. Các định dạng cơ bản giống nhau (với sự khác biệt nhỏ chủ yếu liên quan đến thời gian và mã hóa màu sắc) được sử dụng cho hệ thống truyền hình PAL, NTSC và SECAM. Một tín hiệu đơn sắc giống hệt một màu, ngoại trừ các yếu tố thể hiện màu sắc trong biểu đồ (sự bùng nổ màu sắc và tín hiệu màu) không có mặt.
Cánh cổng phía trước là khoảng thời gian ngắn (khoảng 1,5 microsecond) được chèn vào giữa phần cuối của mỗi đường truyền dẫn và cạnh đầu của xung đồng bộ tiếp theo. Mục đích của nó là cho phép các mức điện áp ổn định trong các tivi lớn hơn, ngăn ngừa sự giao thoa giữa các đường hình ảnh. Cánh cổng phía trước là thành phần đầu tiên của khoảng trống tẩy ngang mà còn chứa xung đồng bộ ngang và hiên nhà sau.
Các cổng sau là phần của mỗi dòng quét giữa cuối (tăng cạnh) của xung đồng bộ ngang và đầu video hoạt động. Nó được sử dụng để khôi phục mức độ đen (300 mV) tham chiếu trong video analog. Trong điều kiện xử lý tín hiệu, nó bù cho thời gian rơi và thời gian giải quyết sau xung đồng bộ.
Trong các hệ thống truyền hình màu như PAL và NTSC, giai đoạn này cũng bao gồm tín hiệu màu nâu. Trong hệ thống SECAM, nó chứa các subcarrier tham chiếu cho mỗi tín hiệu khác biệt liên tiếp màu sắc để thiết lập các tham chiếu màu zero.
Trong một số hệ thống chuyên nghiệp, đặc biệt là các liên kết vệ tinh giữa các vị trí, âm thanh được nhúng trong hiên nhà của tín hiệu video, để tiết kiệm chi phí cho thuê kênh thứ hai.

### Khai thác tín hiệu video đơn sắc
Thành phần độ sáng của tín hiệu video composite thay đổi từ 0 V đến khoảng 0,7 V ở trên mức "đen". Trong hệ thống NTSC, có một mức tín hiệu blanking được sử dụng trong hiên nhà và hiên nhà sau, và một mức tín hiệu màu đen 75 mV trên nó; trong PAL và SECAM đều giống nhau.
Trong máy thu đơn sắc, tín hiệu độ sáng được khuếch đại để điều khiển lưới điều khiển trong súng điện của CRT. Điều này làm thay đổi cường độ của chùm electron và do đó độ sáng của vết được quét. Các điều khiển độ sáng và độ tương phản xác định sự thay đổi và khuếch đại DC, tương ứng.

### Màu chiết xuất tín hiệu video

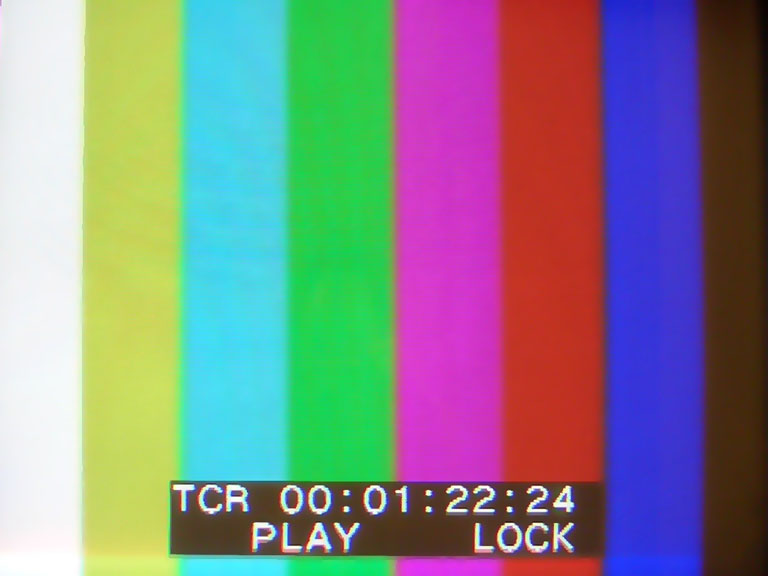

Một tín hiệu màu truyền tải thông tin hình ảnh cho mỗi thành phần màu đỏ, xanh lục và xanh dương của một hình ảnh (xem bài viết về không gian màu để biết thêm thông tin). Tuy nhiên, những tín hiệu này không chỉ đơn giản truyền như là ba tín hiệu riêng biệt, bởi vì: một tín hiệu như vậy sẽ không tương thích với máy thu đơn sắc (xem xét quan trọng khi phát sóng màu lần đầu tiên được giới thiệu). Nó cũng chiếm ba lần băng thông của truyền hình hiện tại, đòi hỏi giảm số lượng các kênh truyền hình có sẵn. Hơn nữa, các vấn đề điển hình với truyền tín hiệu (như các mức tín hiệu nhận được khác nhau giữa các màu khác nhau) sẽ tạo ra các phản ứng phụ khó chịu.
Thay vào đó, các tín hiệu RGB được chuyển đổi thành dạng YUV, trong đó tín hiệu Y đại diện cho độ sáng và độ sáng (độ sáng) của các màu trong hình ảnh. Bởi vì việc hiển thị các màu theo cách này là mục tiêu của cả hai bộ phim trắng đen và đen và các hệ thống truyền hình đen trắng, tín hiệu Y là lý tưởng để truyền như tín hiệu chói. Điều này đảm bảo máy thu đơn sắc sẽ hiển thị hình ảnh đúng màu đen và trắng, trong đó một màu nhất định được sao chép bằng một màu xám phản ánh chính xác độ sáng và màu tối ban đầu.
Các tín hiệu U và V là tín hiệu "khác biệt màu sắc". Các tín hiệu U là sự khác biệt giữa tín hiệu B và tín hiệu Y, còn được gọi là B trừ Y (BY), và tín hiệu V là sự khác biệt giữa tín hiệu R và tín hiệu Y, còn được gọi là R trừ Y (RY). Các tín hiệu U sau đó đại diện cho như thế nào "purplish-xanh" hoặc màu sắc bổ sung của nó "màu vàng-xanh lá cây" màu sắc là, và các tín hiệu V như thế nào "purplish-red" hoặc bổ sung của nó "greenish-cyan" nó được. Ưu điểm của chương trình này là tín hiệu U và V là số không khi hình ảnh không có màu sắc. Do mắt người nhạy hơn các sai sót về độ sáng so với màu sắc nên các tín hiệu U và V có thể được truyền đi một cách tương đối mất mát (cụ thể: băng thông) với các kết quả chấp nhận được.
Trong máy thu, một bộ giải điều chế duy nhất có thể trích xuất một sự kết hợp phụ của U với V. Một ví dụ là bộ giải điều chế X được sử dụng trong hệ thống điều chế X / Z. Trong cùng một hệ thống, một bộ giải điều chế thứ hai, bộ giải điều chế Z, cũng chiết xuất một sự kết hợp phụ của U với V, nhưng ở một tỷ lệ khác. Các tín hiệu khác biệt màu X và Z được thêm vào ba tín hiệu khác nhau màu sắc, (RY), (BY) và (GY). Sự kết hợp của thường là hai, nhưng đôi khi ba bộ giải điều chế là:
- a) (I) / (Q), (được sử dụng trong RCA CTC-1954 năm 1954 và seri Rcca "Colortrak" năm 1985, và Arvin năm 1954, và một số màn hình màu chuyên nghiệp vào những năm 90)
- b) (RY) / (Q), được sử dụng trong bộ nhận màu RCA 21 inch năm 1955,
- c) (RY) / (BY), được sử dụng trong máy thu màu đầu tiên trên thị trường (Westinghouse, không phải RCA),
- d) (RY) / (GY), (như được sử dụng trong khung RCA Victor CTC-4),
- e) (RY) / (BY) / (GY),
- f) (X) / (Z), như được sử dụng trong nhiều người nhận của cuối năm 50 và trong suốt thập niên 60.

Cuối cùng, các ma trận tiếp theo của các tín hiệu khác biệt màu sắc trên c đến f mang lại ba tín hiệu khác nhau màu, (RY), (BY), và (GY).
Các tín hiệu R, G, B trong máy thu cần thiết cho thiết bị hiển thị (CRT, màn hình Plasma hoặc màn hình LCD) được tạo ra bởi ma trận như sau: R là sự kết hợp phụ của (RY) với Y, G là sự kết hợp phụ của (GY) với Y, và B là sự kết hợp phụ của (BY) với Y. Tất cả điều này được thực hiện bằng điện tử. Có thể thấy rằng trong quá trình kết hợp, phần phân giải thấp của tín hiệu Y hủy bỏ, để lại các tín hiệu R, G và B có thể hiển thị hình ảnh có độ phân giải thấp với màu đầy đủ. Tuy nhiên, các phần có độ phân giải cao hơn của các tín hiệu Y không hủy bỏ, và do đó đều có trong R, G, và B, tạo ra chi tiết hình ảnh có độ phân giải cao hơn (độ phân giải cao hơn) đơn sắc, mặc dù nó có vẻ như là mắt người hình ảnh đầy đủ màu sắc và độ phân giải đủ.